# グレゴリウス3世 (ローマ教皇)
グレゴリウス3世（羅: Gregorius III, ? - 741年11月28日）は、第90代ローマ教皇（在位：731年3月18日 - 741年11月28日）。

## 生涯
出身はシリアで、教皇就任前は司祭を務めた。731年2月11日にグレゴリウス2世が死去したため、3月18日に民衆の歓呼によって教皇に選出されたと伝えられている。
グレゴリウス2世の時代に聖像破壊運動（イコノクラスム）をめぐって東ローマ皇帝レオーン3世と対立しており、またグレゴリウス2世の死の翌年である732年にはランゴバルド王国のリウトプランドによるイタリア侵略が再開されてラヴェンナが占領されるなどして教皇の存在そのものが危機的な状況にあった。グレゴリウス3世はフランク王国に援軍を求めたが、この頃のフランク王国はランゴバルド王国と同盟してイスラム勢力と交戦していたため、援軍を断られている。
グレゴリウス3世は事態の行き詰まりを打開できぬまま、741年11月28日に在位10年8か月と10日で死去した。これ以降、非ヨーロッパ人教皇は2013年就任のフランシスコまで1271年間途絶えることとなる。